# Robert Borkowski
Robert Borkowski (ur. 17 września 1855, zm. 12 grudnia 1927 w Bydgoszczy) – generał brygady Wojska Polskiego.

## Życiorys
Urodził się 17 września 1855 roku. w 1875 roku ukończył szkołę junkrów, a rok później szkołę oficerską i rozpoczął zawodową służbę wojskową w Armii Imperium Rosyjskiego. W czasie służby awansował kolejno na: chorążego (1876), podporucznika (1877), porucznika (1883), sztabskapitana (1890), kapitana (1895), podpułkownika (1904) i pułkownika (1908). Od października 1918 roku pełnił służbę w 4 Dywizji Strzelców Polskich.
30 października 1919 roku został przyjęty do Wojska Polskiego z zatwierdzeniem posiadanego stopnia pułkownika, z zaliczeniem do Rezerwy armii i jednoczesnym powołaniem do czynnej służby na czas wojny aż do demobilizacji oraz przydzielony do Sekcji Poboru i Uzupełnień Departamentu I Ministerstwa Spraw Wojskowych w Warszawie. 1 marca 1920 roku został przeniesiony do Powiatowej Komendy Uzupełnień 9 Pułku Piechoty Legionów w Zamościu na stanowisko komendanta. 14 października 1920 roku został zatwierdzony z dniem 1 kwietnia 1920 roku w stopniu pułkownika, w piechocie, w grupie oficerów byłych Korpusów wschodnich i byłej armii rosyjskiej. Z dniem 1 maja 1921 roku został przeniesiony w stan spoczynku z prawem noszenia munduru, w stopniu pułkownika piechoty. 26 października 1923 roku Prezydent RP Stanisław Wojciechowski zatwierdził go w stopniu generała brygady. 
Na emeryturze mieszkał w Bydgoszczy przy ulicy Sienkiewicza 6 razem z żoną Marią i synem Bronisławem (w 1926 roku słuchaczem uniwersytetu). Zmarł 12 grudnia 1927 roku w Bydgoszczy. Dwa dni później został pochowany.